# Amelia de la Torre
Amelia Torre de la Fuente (Illana, Guadalajara, 12 de juny de 1905 – Madrid, 12 de juliol de 1987) va ser una actriu espanyola.

## Biografia

### Teatre
Va debutar en el teatre en 1925, en la Companyia de Margarida Xirgu i es va mantenir en la mateixa durant els següents anys, destacant l'estrena, entre d'altres, de Doña Rosita, la soltera (1935), de Federico García Lorca. En 1936 s'embarquen en gira cap a l'Argentina per a interpretar, entre altres peces, Bodas de sangre, de Lorca, amb la companyia de Josefina Díaz de Artigas.
Davant la notícia de l'esclat de la Guerra Civil, Amelia de la Torre roman a Argentina fins a 1950. En aquesta etapa estrena a Buenos Aires El adefesio (1944), de Rafael Alberti i La dama del alba (1944), d'Alejandro Casona. AAllí, a més, contreu matrimoni amb l'actor Enrique Diosdado, pare d'Ana Diosdado que, en aquest moment compta amb pocs anys. Junts formen la seva pròpia Companyia de Teatre, que es va mantenir al seu retorn a Espanya.
Al llarg de les següents dècades, Amelia de la Torre es consolida com una de les grans dames de l'escena a Espanya, amb títols com El jardín de los cerezos, Dulce pájaro de juventud, La viudita naviera (1960), Eloísa está debajo de un almendro (1961), La loca de Chaillot (1962), Los verdes campos del Edén (1963), El proceso del arzobispo Carranza (1964), El carrusel (1964) de Victor Ruiz Iriarte, Primavera en la Plaza de París (1968), El okapi (1972), La muchacha sin retorno (1974), Siempre no es toda la vida (1979), La gata sobre el tejado de zinc (1979), El engañao (1981) o Las amargas lágrimas de Petra Von Kant (1985).

### Cinema
Debuta al cinema en 1938, en la versió que a l'Argentina es fa de Bodas de sangre. No va tornar a trepitjar un plató fins al 1954 quan roda El tren expreso, de León Klimovsky. La seva posterior trajectòria cinematogràfica, a diferència de la seva carrera teatral, no va ser especialment destacada, podent esmentar-se alguns títols com Plácido (1961), de Luis García Berlanga, La Celestina (1969), de César Fernández Ardavín, La miel (1979), de Pedro Masó o La vaquilla (1984), de nou amb Berlanga.

### Televisió
Tanmateix la seva presència en televisió va ser més habitual en els espais dramàtics que TVE realitzava en l'època. Amelia de la Torre va intervenir en algunes representacions destacades d' Estudio 1, com Eloísa está debajo de un almendro (1973), d'Enrique Jardiel Poncela, La malquerida (1977), de Jacinto Benavente, Ocho mujeres (1980), de Robert Thomas o La pechuga de la sardina (1982), de Lauro Olmo.
També va intervenir en la comèdia El señor Villanueva y su gente (1979), al costat d'Ismael Merlo i Lola Herrera, així com en les sèries escrites i protagonitzades per la seva fillastra Ana Diosdado Anillos de oro (1983) - al primer episodi, interpretant a la germana d'Aurora Redondo- i Segunda enseñanza (1986).

## Trajectòria

### Teatre (parcial)
- Cuando los hijos de Eva no son los hijos de Adán (1931), de Jacinto Benavente.[5]
- Doña Rosita, la soltera (1935), de Federico García Lorca.
- Bodas de sangre, de Federico García Lorca.
- El adefesio (1944), de Rafael Alberti
- La dama del alba (1944), d'Alejandro Casona
- La Plaza de Berkeley (1952), de John L. Balderston.
- El príncipe durmiente (1957), de Terence Rattigan
- La viudita naviera (1960), de José María Pemán.
- Eloísa está debajo de un almendro (1961), d'Enrique Jardiel Poncela.
- La bella malmaridada (1962), de Lope de Vega.
- Dulce pájaro de juventud (1962), de Tennessee Williams
- La loca de Chaillot (1962), de Jean Giraudoux
- Los verdes campos del Edén (1963), d'Antonio Gala
- El jardín de los cerezos (1963), d'Anton txèkhov,[6]
- El proceso del arzobispo Carranza (1964), de Joaquín Calvo Sotelo.
- Nunca es tarde (1964), de José López Rubio.
- Madre Coraje y sus hijos (1966), de Bertolt Brecht.
- El sistema Fabrizzi (1967), d'Albert Husson.
- Noviembre y un poco de hierba (1967), d'Antonio Gala.
- La muchacha del sombrerito rosa (1967), de Víctor Ruiz Iriarte.
- Primavera en la Plaza de París (1968), de Víctor Ruiz Iriarte.
- Aurelia o la libertad de soñar (1971),
- El okapi (1972), d'Ana Diosdado.
- Canción para un atardecer (1973), de Noël Coward.
- La muchacha sin retorno (1974), de Santiago Moncada.
- Siempre no es toda la vida (1979), de Santiago Moncada.
- La gata sobre el tejado de zinc (1979), de Tennessee Williams.
- El engañao (1981), de José Martín Recuerda.
- Las amargas lágrimas de Petra Von Kant (1985), de Rainer Werner Fassbinder.
- El jardín de los cerezos, d'Anton Chejov
- Dulce pájaro de juventud, de Tennessee Williams.
- La malquerida, de Jacinto Benavente.

### Cinema
- Padre nuestro  (1985)
- La vaquilla  (1985)
- Puente aéreo  (1981)
- 127 millones libres de impuestos  (1981)
- Carlota  (1981)
- La familia bien, gracias  (1979)
- La miel  (1979)
- Sensualidad  (1975)
- Tormento  (1974)
- La Celestina  (1969)
- Los derechos de la mujer  (1963)
- La reina del Chantecler  (1962)
- Vuelve San Valentín  (1962)
- Plácido  (1961)
- Aquellos tiempos del cuplé  (1958)
- El batallón de las sombras  (1957)
- El tren expreso  (1955)
- Don Juan Tenorio  (1952)
- Bodas de sangre  (1938)

### Televisió
- Segunda Enseñanza  (1986)
- Página de sucesos
  - Carta de Stuttgart (8 de novembre de 1985)
- Veraneantes
  - El bosque (28 d'enero de 1985)
  - El bosque (2ª parte) (4 de febrer de 1985)
- Anillos de oro
  - Cuestión de principios (1 de novembre de 1983)
- Teatro breve 
  - La muerte camina (17 de maig de 1981)
- El señor Villanueva y su gente  (1979)
- Noche de teatro 
  - Dulce pájaro de juventud (12 de juliol de 1974)
- Juan y Manuela (1974)
- El teatro 
  - Seis personajes en busca de un autor (1 de gener de 1974)
- A través de la niebla
  - El regreso (25 d'octubre de 1971)
- Estudio 1
  - Los verdes campos del Edén (4 de gener de 1967)
  - Eloísa está debajo de un almendro (26 de gener de 1973)
  - El amor es un potro desbocado (9 de març de 1973)
  - La malquerida (17 d'octubre de 1977)
  - Ocho mujeres (27 d'abril de 1980)
  - La muchacha sin retorno (12 de juny de 1981)
  - La pechuga de la sardina (19 de febrer de 1982)
  - Un marido ideal (22 de novembre de 1982)
- Primera fila
  - La venda en los ojos (22 de gener de 1964)
  - El baile de los ladrones (25 d'agost de 1965)